# Acacia recurvata
Acacia recurvata é uma espécie de leguminosa do gênero Acacia, pertencente à família Fabaceae.